# イムジン河
「イムジン河」（イムジンがわ、原題: 臨津江、朝: 림진강（リムジンガン、北朝鮮））は、朝鮮民主主義人民共和国（以下「北朝鮮」）の楽曲である。朝鮮民主主義人民共和国では「リムジンガン」と発音するが、日本では韓国での発音に由来する「イムジン河」の表記を用いることが一般的である。

## 概要
朴世永 （박세영）が作詞し、高宗漢（고종한、1930年9月9日 - 2002年3月）が作曲した。1957年8月に、北朝鮮の朝鮮音楽家同盟機関誌『朝鮮音楽』8月号付録の楽譜集『8月の歌』（8월의 노래）で発表された。
1958年9月の「朝鮮民主主義人民共和国創建10周年記念放送夜会」で、ソプラノ歌手の柳銀京が初演した。以後長らく北朝鮮ではステージでも披露されなかった。1978年に金洪才が管弦楽用に編曲したものが東京で開催された「朝鮮管弦楽集」で初演され、1987年に京都市交響楽団の訪朝公演で披露された。1979年に音楽プロデューサーの李喆雨が作曲者の高宗漢へ連絡して初演の音源を探すことを依頼したが、発見できなかった。
1981年に李喆雨が「初演の演奏を再現したい」と要望し、高宗漢の協力で朝鮮放送管弦楽団歌手のリ・ソンヒが本楽曲を録音した。
1996年にソウルの芸術の殿堂で開催したリサイタルで田月仙が歌唱した。北朝鮮の歌を韓国内で歌唱するため、長い審議を経て許可された。現在は韓国内で一般的に歌われ、フォーク歌手の楊姫銀（ヤン・ヒウン）が原曲にほぼ近い詞・曲で歌ったものが有名である。
2001年4月11日にキム・ヨンジャが訪朝公演で金正日の前で南北朝鮮の曲や日本統治時代の朝鮮の流行歌など31曲を歌った中の一曲で、「釜山港へ帰れ」や「離別 （イビョル）」と共に朝鮮語と日本語訳詞を交えて歌われた。
北朝鮮の人民俳優でソプラノ歌手の趙清美がCDに収録している。
平壌放送管弦楽団合唱団による合唱バージョンや北朝鮮の作曲家の李旱雨によるピアノ独奏編曲「リムジン江をテーマにしたピアノ幻想曲」、尹伊桑四重奏団による「ピアノ四重奏曲・リムジン江」なども存在する。
1960年に朝鮮総連傘下の出版社朝鮮青年社発行のポケット歌集『新しい歌集 第3集』（새노래집 제3집）にこの曲が収録されて日本へ紹介された。1968年11月に芥川也寸志監修の歌集『はたらくものの歌集』（日本音楽協議会）に、1969年に『日本青年歌集』に収録され、1970年代に朝鮮学校の音楽教科書に掲載された。
日本語の歌詞は、次のものがよく知られる。
- ザ・フォーク・クルセダーズが歌う松山猛の日本語詞 （1968年）
- ザ・フォーシュリークが歌う李錦玉の日本語詞（1968年）
- 新井英一が歌う自身による日本語詞 （1997年）
- 都はるみがコンサートで歌う日本語詞 （2000年。DVD『ロングロングコンサート 第一章 20世紀公演』収録）
- キム・ヨンジャが歌う吉岡治による日本語詞 （2000年）

なお、日本の朝鮮出身者の間では歌い続けられていたものの、元の北朝鮮では長く忘れ去られていたような歌だったという。京都の朝鮮学校では、音楽教諭のカン・イルスンが曲を生徒に指導し続けていた。彼が、のちに生徒を連れて北朝鮮を訪問・合唱を公演する機会があり北朝鮮の公演でも披露したものの、当初は反応が薄く拍子抜けするほどであったという。しかし、公演が帰国事業により日本からの帰国者の多い元山市に至ったとき、そこでの公演で聴衆が大きく感動したという。現在は、キム・ヨンジャ（後述）によって北朝鮮においても知られているらしい。

### 幻の3番
1957年に発表されたオリジナルの楽譜に掲載された歌詞は2番までだが、朴世永が作詞した3番の歌詞が存在するという説がある。李喆雨は生前の高宗漢から3番の歌詞があるらしいと聞かされていた。2002年に李が再訪朝して3番の歌詞を探すことを依頼したが、見つからなかったという返答と共に代わりの歌詞を渡された。

## ザ・フォーク・クルセダーズ版「イムジン河」

### 解説
日本語詞のついた「イムジン河」のうち、最もよく知られているのが1968年前後にザ・フォーク・クルセダーズが歌ったものである。臨津江（リムジン江）で分断された朝鮮半島についての曲で、主人公は臨津江を渡って南に飛んでいく鳥を見ながら、なぜ南の故郷へ帰れないか、誰が祖国を分断したかを鳥に問いかけ、故郷への想いを募らせる内容である。
元来は、のちにフォーク・クルセダーズやサディスティック・ミカ・バンドで作詞を担当する松山猛が京都の中学生時代に、松山の中学と喧嘩に明け暮れていた京都朝鮮中高級学校生にサッカーの試合を申し込もうと朝鮮学校を訪れ、この曲を耳にした。九条大橋でトランペットの練習をしていた松山は、同じ場所にサックスの練習に来ていた朝鮮学校の文光珠と親しくなり、メロディと歌詞を伝えられ、彼の姉が綴った1番の歌詞と日本語訳と朝日辞典を渡された。
後年に松山は、当時アマチュアの「フォーク・クルセイダーズ」メンバーと知り合い、加藤和彦に口頭でメロディを伝え、加藤が採譜したものが本楽曲で、原曲の「臨津江」とは全く成り立ちが異なる。文光珠から伝えられた1番だけでは歌唱には短すぎるため、松山は2番と3番の歌詞を付け加えた。それまでコミカルな曲を持ち味としてきたフォーク・クルセダーズだが、1966年の初演で聴衆が大きく拍手した。
デビュー曲で大ヒットとなった「帰って来たヨッパライ」に続く第二弾として、アマチュア時代から歌う「イムジン河」を1968年2月21日に東芝音楽工業から発売する予定であった。東芝の高嶋弘之ディレクターは、フォーク・クルセダーズを「帰って来たヨッパライ」でデビューを説得していた頃はすでに、「第二弾は『イムジン河』で行ける。『ヨッパライ』がこけても『イムジン河』がある」と考え、東芝関係者らはその算段で臨んで発売前にラジオで数回放送した。「帰って来たヨッパライ」200万枚発売記念パーティーの翌日で発売予定前日の1968年2月20日にレコード会社は「政治的配慮」から発売中止を唐突に決定し、出荷済み13万枚のうち3万枚が未回収となり、以後放送自粛の風潮が広がるも京都放送のディレクター川村輝夫は自粛後もラジオで放送を続けた。
ザ・フォーク・クルセダーズの「イムジン河」のB面曲として発売される予定であった「蛇に食われて死んでゆく男の悲しい悲しい物語」は、1970年に「大蛇の唄」としてシングル発売された。
1967年に発表した自主制作盤『ハレンチ』には、このシングル版とは別バージョンで、松山の3番の歌詞がなく代わりに朝鮮語の歌詞を含む「イムジン河」が収録されている。
原曲と1968年のザ・フォーク・クルセダーズ版は、メロディとリズムが3か所で異なる。その後もキム・ヨンジャやザ・フォーシュリークは原曲のメロディで歌い、都はるみや再結成後のザ・フォーク・クルセダーズは1968年のザ・フォーク・クルセダーズ版のメロディで歌っている。
1968年のザ・フォーク・クルセダーズ版の編曲者は小杉仁三だが、小杉は当時クラウンレコード専属の編曲家であったことから「ありた・あきら」のペンネームを用いた。

### 発売自粛の理由
本楽曲は北朝鮮の曲で、松山やメンバーらが思い描いていた「作詞・作曲者不明の朝鮮民謡」ではなく、朴世永の作詞、高宗漢の作曲による楽曲であった。原曲は『主人公は臨津江を渡って南に飛んでいく鳥を見ながら、1番は臨津江の流れになぜ南の故郷へ帰れないかを嘆き、2番は臨津江の流れに荒れ果てた“南”の地へ花の咲く“北”の様子を伝えてほしい』と、北の優位を誇示している。松山は交流した朝鮮学校の生徒から曲の1番のみしか受け取っていなかったため、1番は辞典をたよりに翻訳し、それを基にしたものの、2番は自身が南北の分断を唱う歌詞で作曲したという。さらに、独自に3番も作詞している。のちに4番の歌詞をきたやまおさむが作詞した。
発売中止は、レコード倫理審査会の国際親善事項に抵触することに加えて、通説として朝鮮総連が内容が南側に偏向していると抗議したことなどが要因と喧伝される。実際には、1968年2月19日に朝鮮総連は東芝音楽工業に対し、これが「『朝鮮民主主義人民共和国』の歌であること」と「作詞作曲者名を明記すること」を求めた、レコード会社は国交のない北朝鮮の正式名を出すことを躊躇して発売を自粛したともいう。当時の新聞に「朝鮮総連が謝罪広告を出すことと原詞に忠実に訳すことを求めた」の記事が散見されるが、高嶋弘之ディレクターの記憶に該当する証言はない。一方、NHKの『アナザー・ストーリーズ』では、朝鮮総連の音楽部長リ・チョルウが、彼自身が作詞作曲者の名がないことについて朝鮮を途上国として軽んじているためではないかと疑い、「作詞作曲者名を明記すること」と「原詞に忠実に訳すこと」を求めたと語っている。これについて、リ自身も本心は発売を望んでいて、当時の自身の行為を「若気の至り」と語っている（まさか、そのまま発売が止まるとは彼自身も思っていなかったようである）。
東芝音楽工業の親会社である東芝が、韓国内で家電製品のシェア拡大に悪影響することを恐れたため圧力をかけたという説、国内の反政府運動を助長すると韓国政府から抗議があった説、ほかに内閣情報調査室から上下黒色背広の者が捜索に来たと証言する東芝関係者もいるが、森達也は国際問題が関係していてもありえないし上下黒色背広の証言も漫画チックであると否定している。
2002年に再発の際も、原盤を制作したパシフィック音楽出版（当時）社長の朝妻一郎が原盤権を譲渡していた東芝EMIに発売を促したが了承されず、パシフィック音楽出版が原盤権を取り戻してアゲント・コンシピオから発売した。

### その後
1992年に、ソリッド・レコードから発売されたコンピレーション・アルバム『BEST OF SOLID VOL.1』に「イムジン河」が収録。1995年に同じくソリッド・レコードから、1967年に発表した自主制作盤『ハレンチ』に、発売中止となった「イムジン河」（スタジオ・ヴァージョン）を追加したアルバム『ハレンチ+1』が発売された。インディーズ発売も影響して後述のシングル発売ほど話題にならなかった。
2001年に「日本語詞：松山猛、編曲：加藤和彦」として日本音楽著作権協会に登録された。北朝鮮は当時著作権に関する国際協定・条約（ベルヌ条約）に加盟しておらず、原曲の作詞者・朴世永と作曲者・高宗漢の著作権は「パブリックドメイン」とされた。これは2018年時点でも同様である）。
2002年3月21日に、アゲント・コンシピオ（販売委託・ユニバーサルミュージック）より34年の歳月を経てシングル版が初めてシングルCDとして発売された。発売日は加藤和彦の55回目の誕生日だった。2002年4月15日付のオリコンシングルチャートで最高14位を記録した。2002年版のシングルは累計10万枚以上を売り上げた。
日本国内の1970年前後の過敏な状態は1990年代-2000年代前半頃には終息し、ザ・フォーク・クルセダーズを扱った番組やラジオ局の開局記念番組などで「音楽史の一部」として放送されている。かつては要注意歌謡曲指定制度が存在したが、1990年代にNHKのディレクターは、「調査したが放送禁止に指定された事実はなかった」と判断して番組内で使用した。音楽評論家は「放送禁止歌として有名であり指定されていなかったことはありえない」「日本民間放送連盟の制度だがNHKも参加がないと歩調がとれないため適用されるはず」と語る。制度が最後に改訂された1983年では指定されおらず、従前の指定状況は民放連に記録がない。
2000年代以降も、劇中曲として使われた2005年公開の映画『パッチギ!』のプロモーションで各放送局を廻った担当者は、各局ともに「イムジン河」と聞いただけで難色を示されたと語る。
2012年8月2日21時10分からNHK-FMの『ミュージックライン』で森山愛子の「イムジン河」が放送された。
2017年現在でJASRACに渡辺音楽出版株式会社が出版者として登録されている。内国作品／出典：PO（出版者作品届）。作品コード：008-1325-7。ザ・フォーク・クルセダーズによる1968年スタジオ録音音源のISRCは、JPK606850006。

### 「悲しくてやりきれない」との関係
発売自粛となった本楽曲の代わりにザ・フォーク・クルセダーズの2枚目のシングルとして「悲しくてやりきれない」が発売され、2002年に発売されたシングルCD「イムジン河」のカップリングにも収録されている。同曲は「イムジン河」のコードを反対からつなげて作ったという話も残っているが、音楽理論上から見ると機械的なコード操作では無理なので、逆回転から発想を得てイメージを膨らませた結果と言える。1998年10月26日放送のNHK『スタジオパークからこんにちは』にて加藤は「某出版社（パシフィック音楽出版 現・フジパシフィックミュージック）の会長室に3時間限定で缶詰にされた。最初はいろいろとウイスキーだとかを物色していたが、残りわずかという時間になって、そろそろつくらにゃ、という気持ちで譜面に向かった。イムジン河のメロディを逆に辿っているうちに、新たなメロディがひらめいた、実質的には15分ほどでできた」と証言している。2003年9月11日に行われた島敏光との対談でも、加藤は同様の証言をしている。但しこちらでは「一時間くらいで曲が出来て…」〔ママ〕となっている。

### 収録曲

#### 1968年盤
A面
1. イムジン河
  - 作詞:朴世永、訳詞:松山猛、作曲:高宗漢、編曲:ありた・あきら

B面
1. 蛇に食われて死んでゆく男の悲しい悲しい物語
  - 作詞・作曲：シェル・シルヴァスタイン、訳詞:北山修、編曲：加藤和彦

#### 2002年盤
両曲とも当時の音源のままリマスタリングされている。
1. イムジン河（1968年オリジナル・シングル・バージョン）
  - 作詞:朴世永、訳詞:松山猛、作曲:高宗漢、編曲:ありた・あきら
2. 悲しくてやりきれない[注 5]
  - 作詞：サトウハチロー、作曲：加藤和彦、編曲:ありた・あきら

#### 2022年盤
過去に発売された音源をデジタルリマスタリングして、ユニバーサル・ミュージックより、2022年9月28日にアルバム（規格品番：UICZ-8225）として発売。
今作は、1968年のオリジナルを含むこれまでに発売された4つのバージョンに加え、きたやまおさむと「イムジン河」の作詞者・松山猛を筆頭に、イルカ・川崎鷹也・クミコ・坂崎幸之助（THE ALFEE）・清水ミチコ・杉田二郎・南こうせつ・森山良子・上柳昌彦（ニッポン放送パーソナリティ）による最新バージョンを収録した「イムジン河」の集大成となる作品。
1. イムジン河（2022年新録音バージョン）
  - 作詞：（日本語詞協力）きたやまおさむ、編曲：高田漣
2. イムジン河（1967年『ハレンチ』収録バージョン / MONO）
  - 編曲：加藤和彦
3. イムジン河（1968年オリジナル・シングル・バージョン）
  - 補作曲：加藤和彦、編曲：ありた・あきら
4. イムジン河・春（2002年『新結成記念 解散音楽會』収録バージョン）
  - 日本語詞：松山猛、きたやまおさむ、加藤和彦
5. イムジン河（2013年『若い加藤和彦のように』収録バージョン）
  - 編曲：坂崎幸之助、フランス語詞：Patoric Nugier
6. イムジン河（1968年オリジナル・シングル・バージョン / カラオケ）
7. イムジン河（2013年『若い加藤和彦のように』収録バージョン / カラオケ）

## ザ・フォーシュリーク版「リムジン江」

### 解説
1968年11月25日には原曲に忠実なメロディ・リズムと朝鮮総連が指定した李錦玉による訳詞（実際には朝鮮総連の傘下団体である在日本朝鮮文学芸術家同盟（文芸同）の他のメンバーとの合議による）でザ・フォーシュリークが「リムジン江」というタイトルでレコードを発売。当時「手売りだけで10万枚」以上（李喆雨による）または「20〜30万枚」（神部和夫による）を売り上げた。なお、これは日本民間放送連盟の要注意歌謡曲指定を受けた（1977年11月30日当時はAランク指定（放送禁止）だったが、1978年9月5日時点ではBランク指定（旋律のみ使用可能）に変更されている）。
シングルの発売元は企画：大阪労音、制作：ユニゾン音楽出版社、レーベル：ヤングポップス。7インチシングル盤規格品番はA面がOYP-1001、B面がOYP-1002。B面曲は朝鮮民謡「フンタリヨン（興打令）」。

### 「イムジン」と「リムジン」
語頭の違いは朝鮮語の南北間差異が関係する。現在の韓国においては、単語の冒頭のR音は、無音化（つまり母音のみの表記）するか、N音として表記される。一方、北朝鮮においては、ハングルの綴り通りにR音で表記される。要するに「イムジン（朝: 임진）」と「リムジン（朝: 림진）」とは「南」と「北」との正書法による差異であって、同じ河川の呼称である。

### 収録曲
A面
1. リムジン江（イムジン河）
  - 作詞:朴世永、訳詞:李錦玉、作曲:高宗漢、編曲:由良一夫

B面
1. フンタリヨン
  - 朝鮮民謡、編曲:由良一夫

## 川西杏版「イムジン河」

### 解説
1969年4月に川西杏（チョン・ソヘン、かわにし きょう。本名：李泰禧）が千曲正一名義で、西村良夫の訳詞でシングル「みれん/イムジン河」として発売した。インディーズレーベルの千曲音楽出版が発売元で、規格品番はTPR-1002である。約1000枚のレコードを自主制作して自ら店頭に陳列した。
日本民間放送連盟の1969年8月21日の調査で千曲正一版は、加藤和彦版とともに「メロディー自体が韓国人にとって屈辱的なもの」であるため「（韓国人の）国民感情を考慮して」要注意歌謡曲とされず放送禁止とされた。
1983年6月に川西が自費製作で、A面/B面を逆にして再発売した。発売元はインディーズレーベルのANレコード・川西音楽出版、企画・制作・出版・著作権は烏山ハウジング、規格品番はAN-1001と1002である

### 収録曲
A面
1. イムジン河
  - 作詞:西村良夫、採譜:川西杏、編曲:今泉俊昭
    - TPR-1002では「作詞:朴世永、作曲:高宗漢、訳詞:李良夫、編曲:今泉俊昭」とクレジットされている。

B面
1. みれん -あの日別れたあなたを想い-
  - 作詞・作曲:川西杏、編曲:広瀬雅一
    - NHK『あなたのメロディー』入選曲。
    - TPR-1002では「作詞・作曲:千曲正一、編曲:広瀬雅一」とクレジットされている。

## ミューテーション・ファクトリー版「イムジン河」

### 解説
1969年2月にはミューテーション・ファクトリーによって、北山修ディレクターのもと、アングラ・レコード・クラブの第一回会員配布レコードとして制作・配布された。
アマチュア時代のザ・フォーク・クルセダーズのメンバー・平沼義男・芦田雅喜とフォークル版イムジン河の作詞者、松山猛の3人によって結成され、フォークル版「イムジン河」の発売中止を受け、松山の訳詞による「イムジン河」を残そうと急遽結成されたグループである。
1971年7月に市販用シングルが発売された（7インチシングル盤規格品番は配布版・市販1stプレスがURS－0001、市販再発版がURT－0057）。
B面は同曲を忠実に日本語に訳したもの。
ジャケットデザインが配布版と市販版で異なっている。
1974年にはLP『関西フォークの歴史/第1集』に収録された。ミューテーション・ファクトリーの「イムジン河」は、オムニバスCD『URC シングルズ(1)』（LP『関西フォークの歴史/第1集』の復刻）で聴くことができる。

### 収録曲

#### 1968年盤
A面
1. イムジン河
  - 原詞:朴世永、作詞:松山猛、作曲:高宗漢、編曲:加藤和彦

B面
1. リムジンガン
  - 作詞:朴世永、訳詞:李錦玉、作曲:高宗漢、編曲:西岡たかし

### クレジット
| 唄 - ミューテーション・ファクトリー - 松山猛 - 平沼義男 - 芦田雅喜 サイドメン - 西岡たかし／ギター・フレーテ - 中川イサト／ギター - 長野隆／ベース | - ディレクター／北山修 - ミキサー／松田宏 - 録音日／1968.10.20 - スタジオ／毎日放送千里丘第1スタジオ - 表紙デザイン／広野勝 - プロデューサー／秦政明 |

## その他の「イムジン河」

### レコード・CD
韓国語による「イムジン江」は、1999年に田月仙がアルバム「夜明けのうた/イムジン江」で歌われた。2番の歌詞の一部を変更している。
松山猛の訳詞による「イムジン河」は、1997年に高石友也のアルバム『高石友也フォーク・アルバム第3集（＋4）』、1998年にはRIKKIのアルバム『miss you amami』、2000年には金昌寿がシングルで、2001年にはばんばひろふみのアルバム『Hello Again』、杉田二郎のアルバム『Ba.Ba.Lu de Jiro』、2003年には新垣勉のシングル「青い空は」のカップリングとして、それぞれカバーされている。
松山猛の訳詞でない日本語詞としては、1978年、寒暖計がたかたかしの訳詞により「哀愁のリムジン河」として発売し、1997年、新井英一のアルバム『オールドファッション・ラブソング』に自身の訳詞による「イムジン江」が、2000年にはキム・ヨンジャのアルバム『虹の架け橋』に吉岡治の訳詞による「イムジン江」が、2002年、キム・ヨンジャのシングル「夢千里」のカップリングに同じく吉岡治の訳詞による「イムジン河」が収録されている（『虹の架け橋』収録版とはバージョン違い）。キム・ヨンジャ版では、日本語と原詩の朝鮮語の歌詞を交えて歌っている。同じく2002年、イルカのアルバム『こころね』に李錦玉の訳詞による「リムジン江」が収録された。
趙博のアルバム『彼処此処（おちこち）』では、朝鮮語・日本語・英語を交えた歌詞の「イムジン河」が歌われている。
ジョン・チャヌの2000年発売のシングル「イムジン河〜響け我が想い〜」には、インストゥルメンタルの「イムジン河」が収録されている。
2010年には、青木まり子が「イムジン河2009」と題して歌っている。こちらは2番まではフォークルのシングル版、3番を「イムジン河〜春〜」（後述）の3番、そして4番にはきたやまおさむが新しく作詞したものが追加されている。このバージョンは翌2011年にはきたやまが福岡のバンド・D50ShadowZと共同でセルフカバーし、アルバム「あの素晴しい愛をもう一度」に収録している。
2013年発売のザ・フォーク・クルセダーズのアルバム『若い加藤和彦のように』にフランス語の歌詞を含む「イムジン河」が収録された。フランス語の部分の訳詞と歌唱はパトリック・ヌジェによる。
2014年には李喆雨の自主製作で「イムジン河」（臨津江）の様々な録音を収録したコンピレーション・アルバム『臨津江（リムジンガン）物語』が発売された。
2022年には、イムジン河新録実行委員会により、1968年オリジナルと2022年最新バージョン等を収録した「イムジン河」の集大成となるCD盤を発表された。
その他、多数の歌手によるカバー版が発売されている。

### テレビ放送
テレビ放送では、1990年代前半に、NHK BS-2で放送されたフォークソングの特集番組で、はしだのりひことアルフィーの坂崎幸之助がセッション。1996年に同じくNHK BS-2で放送された『フォーク大集合』にて加藤和彦・坂崎幸之助・泉谷しげるの3人でセッション。2000年6月にTBS『筑紫哲也 NEWS23』にて田月仙がライブで歌い、2001年には、吉岡治の訳詞をキム・ヨンジャが歌ったものが同年3月31日『BS日本のうた』のワンマンショーで、同年12月31日に『第52回NHK紅白歌合戦』でそれぞれ放送された。キムの『NHK紅白歌合戦』での歌唱時の瞬間視聴率は51.3%に達した。
2000年6月に千葉・幕張の舞台でキム・ヨンジャが「イムジン江」を歌った。4日後に韓国のKBSで放送されると、「なんで北朝鮮の歌を歌うのか」という抗議の電話が局に殺到した。
2002年11月17日にはザ・フォーク・クルセダーズのコンサート『新結成記念解散音楽會』がNHK BS-2で放送され、そこに含まれるかたちで松山猛の詞による「イムジン河」が放送された。ここでは松山猛の1968年当時の歌詞と、きたやまおさむによる新たな歌詞をつけた『イムジン河 〜春〜』の2つが披露された。2005年5月29日の愛・地球博の『青春のグラフィティコンサート2005』では松山猛の1〜3番の歌詞に加え，「イムジン河 〜春〜」の詞を4番に加えた「イムジン河」をばんばひろふみが披露した。また、2010年3月11日の「きたやまおさむ九州大学さよならコンサート」ではきたやまと坂崎のデュオで、フォークル時代の1番、2番に「〜春〜」の三番の歌詞を加えたバージョンを歌っている。
2006年9月10日、埼玉県狭山市の狭山稲荷山公園内にて開催された『HYDEPARK MUSIC FESTIVAL 2006』にて「ポーク・クルセダーズ」名義にて一夜限りの5度目となる再結成コンサートが行われた際、朴貫仁が翻訳に協力し金錦愛が松山猛版の歌詞の2番部分の朝鮮語の訳詞を行ったものが歌唱された。この朝鮮語詞は松山猛による日本語詞を基に制作されたものである。

## アンサーソング

### 解説
1969年9月、笹島斌・大阿久芳樹・吉田浩二・川手国靖の4人によって結成されたフォークグループ、グリーン・フィールズによる「イムジン河のほとりで」（作詞：阿久悠、作曲：水野たかし）が日本コロムビアのDENONレーベルから発売された。規格品番はCD-38。
1969年10月8日に日本民間放送連盟による要注意歌謡曲の調査対象となったが、「『イムジン河』で問題になったような政治的背景は考えられない」という理由で指定されなかった。しかし同年10月22日の報告によるとレコ倫の審査漏れがあったとし、11月の委員会に合格するまでレコード会社は製造・販売を中止することに決めたという。
1969年12月、フジ音楽出版からの申請に基づいた日本音楽著作権協会の審査の結果、「イムジン河のほとりで」は「イムジン河」の翻案であると判定した。

### 収録曲
A面
1. イムジン河のほとりで (STANDING BY THE RIMJIN RIVER)
作詞：阿久悠、作曲：水野たかし、編曲：ありたあきら

B面
1. 明日の夜明け (TOMORROW'S SUN)

## 評価
原曲の歌詞について、北山修は北朝鮮によるプロパガンダに近い内容と評している。

### 小島亮による解釈
東欧研究者の小島亮は「イムジン河」に対して、従来と異なる解釈を提示した。この見解のキーとなっているソ連のエストラーダについて小島は「エストラーダ─ソ連歌謡史に輝いた赤くない星」（『モスクワ広場でコーヒーを』風媒社、2022年）で詳しく述べている。